# Сотникова (Курская область)
Со́тникова — хутор в Железногорском районе Курской области России. Входит в состав Линецкого сельсовета.
Население — 2 человека (2014 год).

## География
Расположен на юго-востоке района, в 35 км к юго-востоку от Железногорска на левом берегу Радубежского ручья, притока Усожи, между хутором Основное и деревней Понизовкой. Напротив хутора, на противоположном берегу ручья, расположено Радубежское кладбище.

## Этимология
Получил название от фамилии служилых людей Сотниковых, переселившихся сюда в XVII веке из деревни Колесниковой в качестве зятьёв местных жителей. В Колесникову, в свою очередь, Сотниковы ранее попали из села Тифинское, ныне Поныровского района.

## История
Хутор возник как часть села Радубеж, известного с XVII века. В Писцовой книге Усожского стана Курского уезда за 1710 год среди владельцев имений Радубежа упоминаются рейтары Тимофей и Алексей Назаровичи Сотниковы, Фёдор Денисьевич Сотников, городовой Тимофей Гаврилович Сотников.
По данным 3-й ревизии 1762 года в Радубеже было 7 дворов Сотниковых. Домовладельцами были: Абакум Игнатьевич, Севостьян Алексеевич, Василий Севостьянович, прапорщик Архип Севостьянович, Гаврила Фёдорович, Калина Иванович, Кирилл Осипович Сотниковы.
В Государственном архиве Курской области хранится дело 1780 года «По жалобе однодворца села Радубежа В. Сотникова на разорение его братом, прапорщиком А. Сотниковым».
По данным 6-й ревизии на 1 января 1813 года прапорщице Марии Ивановне Сотниковой принадлежали 38 крестьян Радубежа. 
Часть села Радубеж под названием Сотниково была зафиксирована в ходе переписи населения 1897 года. 
По данным сельскохозяйственной переписи 1911 года в Радубеже оставался только 1 двор Сотниковых, его домохозяином был Максим Феофилактович Сотников.
На протяжении XX века фамилия Сотниковых ещё сохранялась среди местных жителей.
В 1954 году, при разделе Радубежа на несколько деревень и хуторов, Сотникова получила статус самостоятельного населённого пункта. В 1954—1959 годах хутор входил в состав Нижнехалчанского сельсовета Фатежского района. С 1959 года в составе Линецкого сельсовета. С начала 1960-х годов крестьянские хозяйства Сотниковой числились в Линецком колхозе «Россия». До 1990-х годов это хозяйство было самым крупным в Фатежском районе. 
В декабре 1991 года, вместе с Линецким сельсоветом, хутор был передан из Фатежского района в Железногорский район. По данным 2008 и 2014 годов хутор состоял из двух дворов.

## Население
| 1979 | 2002 | 2010 | 2014 |
| ---- | ---- | ---- | ---- |
| 35   | ↘3   | ↘2   | →2   |